# Enzinopsis
Enzinopsis is een geslacht van weekdieren uit de klasse van de Gastropoda (slakken).

## Soort
- Enzinopsis contracta (Reeve, 1846)